# سباستيان فرايس

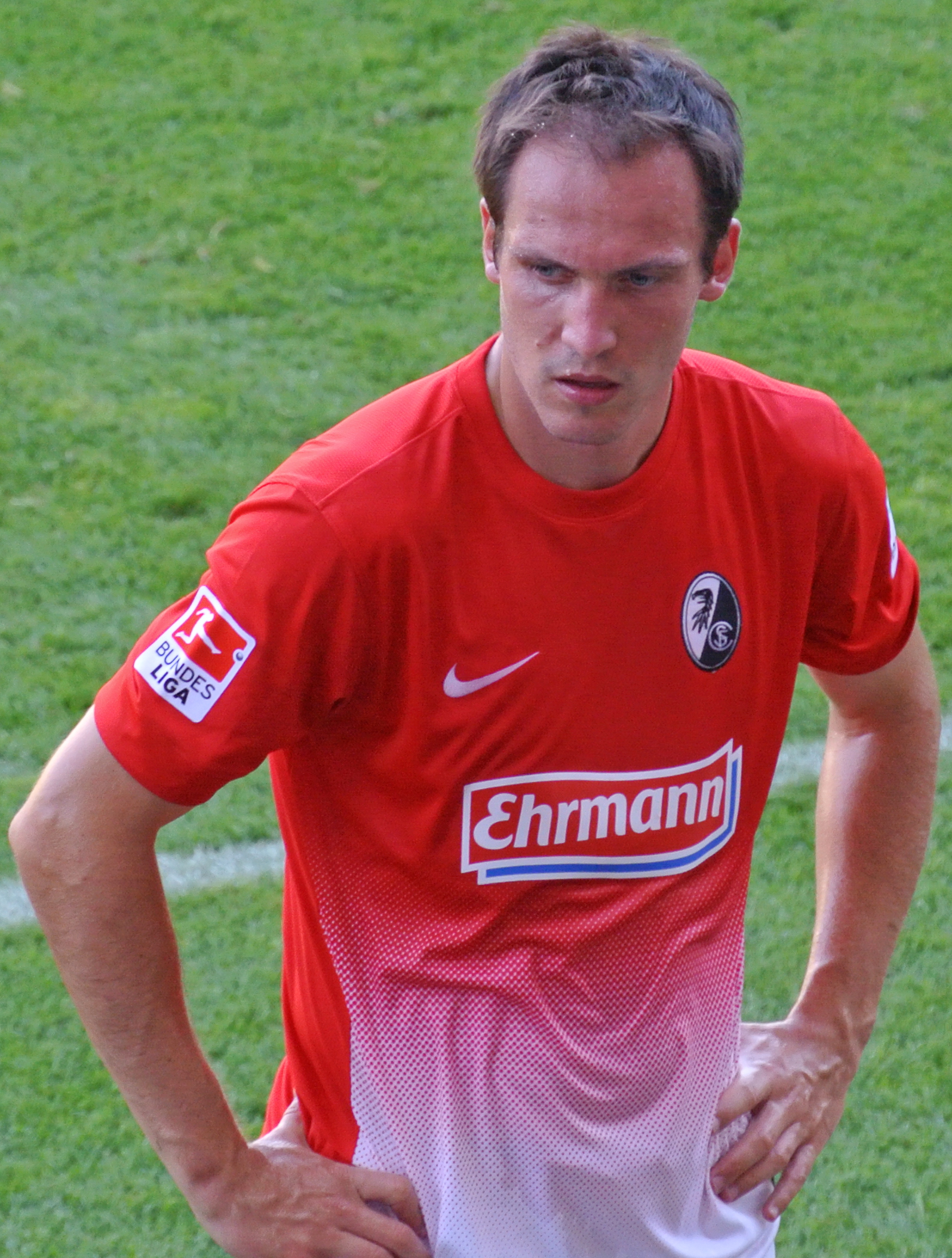

سيباستيان فريس (بالألمانية: Sebastian Freis)‏ (مواليد 23 أبريل 1985 في كارلسروه - ألمانيا الغربية) لاعب كرة قدم ألماني يلعب حاليا لصالح نادي الدرجة الأولى كولن الألماني منذ 2009 في مركز المهاجم .

## روابط خارجية
- سباستيان فرايس على موقع قاعدة بيانات كرة القدم.إي يو (الإنجليزية)
- سباستيان فرايس على موقع بيانات كرة القدم. دي إي (الألمانية)
- سباستيان فرايس على موقع Soccerway.com (الإنجليزية)
- سباستيان فرايس على موقع عالم كرة القدم.نت (الإنجليزية)
- سباستيان فرايس على موقع AS.com (الإسبانية)